# فرانسيسكو أرامبورو
فرانسيسكو أرامبورو (تشيكو) (بالبرتغالية: Francisco Aramburu) من مواليد 7 يناير 1922 في أوروغوايانا، ريو غراندي دو سول البرازيل وتوفي في 10 يناير 1997 لاعب كرة قدم برازيلي وهو صاحب الهدف رقم 300 في كأس العالم لكرة القدم.
أحرز الهدف رقم 100 كأس العالم لكرة القدم حيث كان في الدقيقة 55 أمام منتخب إسبانيا في 13 يوليو 1950 وفاز منتخب البرازيل 6-1 ، أحرز تشيكو (فرنسيسكو أرامبورو) أربع أهداف في كأس العالم 1950 ، هدفان في مباراة البرازيل مع إسبانيا وهدفان في مباراة البرازيل مع السويد.

## مشاركته في كأس العالم 1950
شارك في كأس العالم 1950 ولعب ست مباريات كانت على الشكل التالي:
| اليوم    | التاريخ      | الخصم      | أهداف تشيكو | التوقيت | نتيجة المباراة | الفائز     |
| -------- | ------------ | ---------- | ----------- | ------- | -------------- | ---------- |
| السبت    | 24 يونيو1950 | المكسيك    | 0           |         | 4-0            | البرازيل   |
| الأربعاء | 28 يونيو1950 | سويسرا     | 0           |         | 2-2            | تعادل      |
| السبت    | 1 يوليو1950  | يوغوسلافيا | 0           |         | 2-0            | البرازيل   |
| الأحد    | 9 يوليو1950  | السويد     | 2           | 39-88   | 7-1            | البرازيل   |
| الخميس   | 13 يوليو1950 | إسبانيا    | 2           | 31-55   | 6-1            | البرازيل   |
| الأحد    | 16 يوليو1950 | الأوروغواي | 0           |         | 1-2            | الأوروغواي |

## روابط خارجية
- فرانسيسكو أرامبورو على موقع الاتحاد الدولي (مؤرشف)  (الإنجليزية)
- فرانسيسكو أرامبورو على موقع قاعدة بيانات كرة القدم.إي يو (الإنجليزية)
- فرانسيسكو أرامبورو على موقع ناشيونال فوتبول تيمز (الإنجليزية)